# Таштуй
Таштуй (баш. Таштуй) — деревня в Абзелиловском районе Республики Башкортостан России, относится к Янгильскому сельсовету.
С 2005 г. имеет современный статус, с 2007 г. носит современное название.

## История
Статус деревни, сельского населённого пункта, посёлок 1-го отделения Янгильского совхоза получил согласно Закону Республики Башкортостан от 20 июля 2005 года № 211-з «О внесении изменений в административно-территориальное устройство Республики Башкортостан в связи с образованием, объединением, упразднением и изменением статуса населенных пунктов, переносом административных центров», ст.1:

6. Изменить статус следующих населенных пунктов, установив тип поселения — деревня:
1) в Абзелиловском районе:…

у) поселка 1-го отделения Янгильского совхоза Янгильского сельсовета
До 10 сентября 2007 года называлась деревней 1-го отделения Янгильского совхоза.

## Население
| 1968 | 2002 | 2009 | 2010 |
| ---- | ---- | ---- | ---- |
| 443  | ↗458 | ↗482 | ↗491 |

Национальный состав
Согласно переписи 2002 года, в посёлке 1-го отделения совхоза «Янгильский» преобладающая национальность — башкиры (88 %)

## Географическое положение
Расстояние до:
- районного центра (Аскарово): 29 км,
- центра сельсовета (Янгельское): 6 км,
- ближайшей железнодорожной станции (Магнитогорск-Пассажирский): 38 км.

## Религия
В селе есть мечеть.